# Carmen Dan
Carmen Daniela Dan, född 9 oktober 1970 i Bukarest, är en rumänsk politiker tillhörande Socialdemokratiska partiet (PSD). Mellan januari 2017 och juli 2019 var hon Rumäniens inrikesminister. Hon var ledamot av senaten mellan 2016 och 2020.